# Daphne Touw
Daphne Touw (13 de janeiro de 1970) é uma ex-jogadora de hóquei sobre a grama neerlandesa que atuava como goleira. Ela competiu pela seleção de seu país e conquistou uma medalha de bronze olímpica.

## Carreira

### Olimpíadas de 2000
Nos Jogos de Sydney de 2000, Daphne e suas companheiras de equipe levaram a seleção neerlandesa à conquista da medalha de bronze do torneio olímpico. Na primeira fase, os Países Baixos terminaram em terceiro lugar do grupo. Na segunda fase, composta por um único grupo de seis equipes, as neerlandesas também ficaram em terceiro, classificando-se assim para a disputa do bronze. Nesta partida, Daphne Touw ajudou seu time na vitória de 2 a 0 sobre a Espanha.